# Biber (Zeitschrift)
Biber (türkisch und serbokroatisch für Pfeffer bzw. Pfefferoni) ist eine österreichische Gratiszeitschrift.

## Geschichte
Biber wurde 2006 von Simon Kravagna, Rudi Kobza und Andreas Wiesmüller gegründet und ist vor allem auf Menschen mit Migrationshintergrund ausgerichtet. Erster Chefredakteur war Simon Kravagna von 2007 bis 2019, als er Geschäftsführer zum forum journalismus und medien (fjum) wechselte; bis zur Einstellung Ende 2023 verblieb er als Herausgeber. Die Position der Chefredakteurin übernahm von 2019 bis 2022 Delna Antia und im Oktober 2022 bis Dezember 2023 Aleksandra Tulej. Die Auflage lag 2021 bei 80.700 Stück.
Im Oktober 2023 wurde bekannt, dass das Magazin mit Jahresende 2023 eingestellt werde. Als Gründe wurden geringere Werbeeinnahmen durch Inserate bei gleichzeitigen Preissteigerungen bei Papier und Druck angegeben. Für dringende Investitionen bleibe dabei kein Spielraum mehr. Im Dezember 2023 erschien die letzte Printausgabe.
Im September 2024 übernahm der bisherige 25-prozentige Gesellschafter Kobza Media des Gründers Rudi Kobza 100 Prozent des Magazins mit der Ankündigung einer Weiterführung des Projektes und einem marktfähigen Neustart 2025. Die ursprüngliche Redaktion distanzierte sich jedoch vom neuen Herausgeber, man habe „keine Kenntnis über eine Neuerscheinung“.
Ab April 2025 erscheint Biber neu mit einer gesteigerten Auflage von 100.000 Stück und einem Erscheinungsrhythmus von 2× jährlich. Als kuratierende Chefredakteurin fungiert Damita Pressl, das Redaktionsteam besteht aus jungen Nachwuchsjournalisten.

## Ausbildung
Die vom österreichischen Bundeskanzleramt und weiteren Partnern mitfinanzierte „biber-Akademie für Jungjournalisten“ vergab Ausbildungsstipendien an Menschen mit Migrationshintergrund.

## Vertrieb und Abo-System
Biber-Ausgaben wurden bis 2023 über Kooperationen mit großen Unternehmen (Ankerbrot, Billa, McDonald’s, Eurospar) und über öffentlichen Gesundheitszentren (Österreichische Gesundheitskasse) vertrieben. Das Magazin lag überdies in Zeitungsdispensern an Schulen und Szenetreffs und 2500 Zeitungsentnahmetaschen in Wien aus. Darüber hinaus wurde die Zeitschrift an Abonnenten verschickt. Auch online war sie kostenlos lesbar.
Die Vertriebskanäle des neuen Biber werden durch Kooperationen mit Museen, Büchereien, Bäckereien, Gastronomiebetrieben, den Wiener Festwochen und anderen erweitert.
Ab 2025 erfolgt in Kooperation mit der Tageszeitung Heute der zusätzliche Vertrieb über die Heute-Entnahmeboxen in den Wiener U-Bahn-Stationen.

## Almanah
Almanah (Almanach auf BKS und in anderen slawischen Sprachen) war ein Jahrbuch und bildete Entwicklungen in den Bereichen Politik, Wirtschaft und Gesellschaft ab. Der Almanah erschien einmal im Jahr und ist eine Beilage der Die Presse. Die Druckauflage beträgt 55.000 Stück.

## Größe und Farbprofil
Die Zeitschrift hat das Format 207 mm × 270 mm und besteht hauptsächlich aus recyceltem Papier. Produziert wird sie mit dem Farbprofil ISOnewspaper_26v4.

## Auszeichnungen

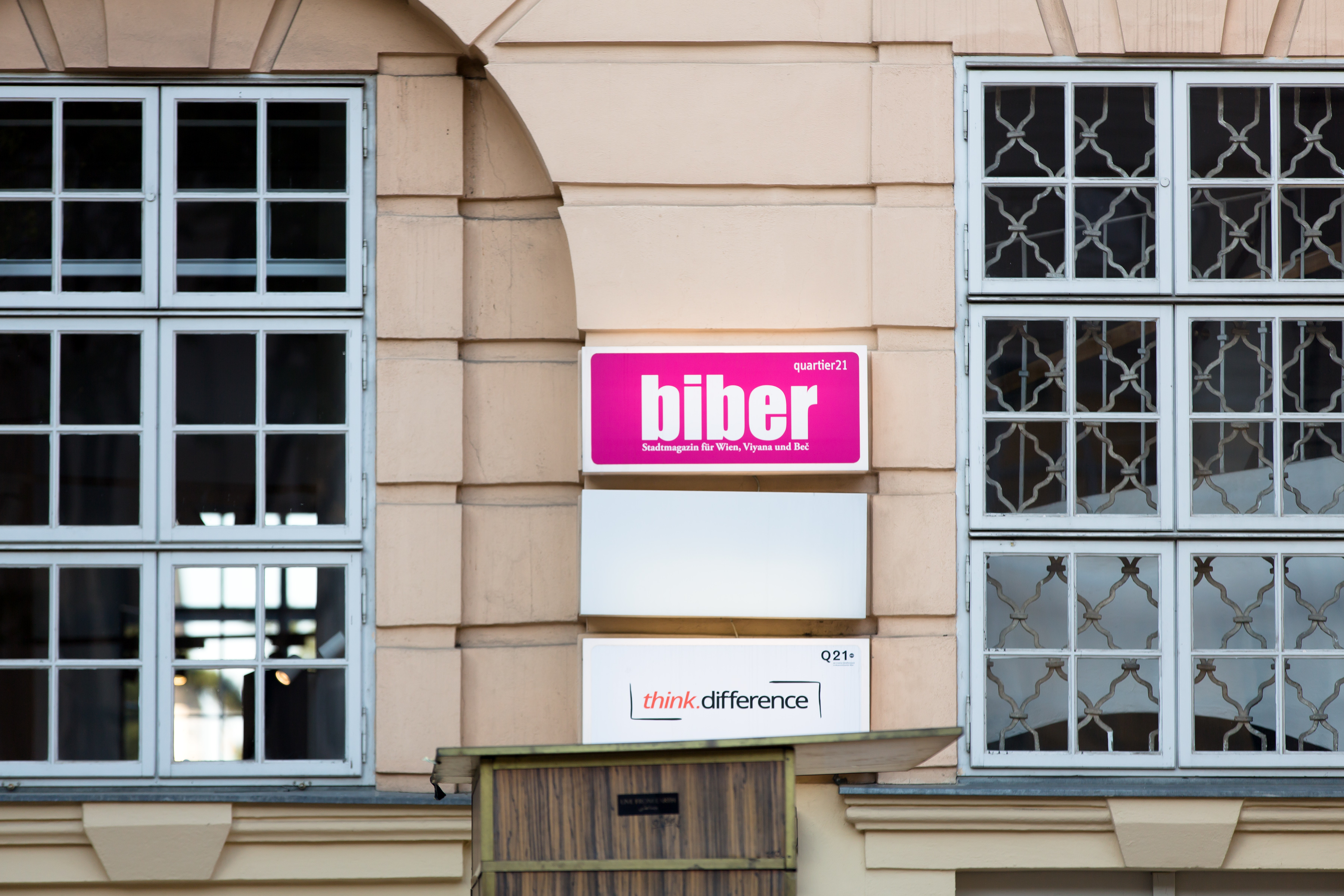
biber-Redaktionssitz im quartier 21 im MuseumsQuartier

2010 erhielt die biber-Redaktion den New Media Journalism Award 2010 des Österreichischen Journalisten Clubs. 2011 wurde das Magazin durch das Branchenblatt „Journalist“ zum besten Gratis-Magazin Österreichs gewählt. 2014 wurde das Magazin durch die Wirtschaftskammer mit dem „DiversCity“-Preis ausgezeichnet.